# لین یوروم سولاند
لین یوروم سولاند (انگلیسی: Linn Jørum Sulland؛ زادهٔ ۱۵ ژوئیهٔ ۱۹۸۴) بازیکن هندبال اهل نروژ بود.